# Takeover Tour
Takeover Tour es la octava gira de conciertos y la tercera a nivel internacional del dúo estadounidense  Twenty One Pilots. Esta se realizó con la finalidad de promocionar su sexto álbum de estudio Scaled and Icy (2021). La gira comenzó en el Bluebird Theatre en Denver el 21 de septiembre de 2021 y concluyó en Wembley Arena en Londres el 25 de junio de 2022. A partir de esa fecha, siguen de gira por Europa tocando en festivales.

## Antecedentes y promoción
El 16 de junio de 2021, la banda anunció una gira intensiva al estilo de una residencia, siguiendo el formato del Tour de Columbus en el Emotional Roadshow World Tour, donde tocaron primero en lugares de pequeña escala y luego trabajaron en lugares de gran escala. . Anunciaron paradas en Denver, Los Ángeles, Chicago, Boston y Atlanta. Además, anunciaron dos espectáculos en Nationwide Arena en su ciudad natal de Columbus, Ohio. Debido a la gran demanda, se agregó un tercer espectáculo. También se anunció la Ciudad de México, pero aún se están determinando las sedes. Corona Capital es el único espectáculo anunciado para la Ciudad de México.

## Fechas
| Fecha                    | Ciudad           | País            | Recinto                      | Entradas vendidas / Disponibles | Recaudación |
| ------------------------ | ---------------- | --------------- | ---------------------------- | ------------------------------- | ----------- |
| América del Norte        |                  |                 |                              |                                 |             |
| 21 de septiembre de 2021 | Denver           | Estados Unidos  | Bluebird Theater             | —                               | —           |
| 22 de septiembre de 2021 | Denver           | Estados Unidos  | Ogden Theatre                | —                               | —           |
| 23 de septiembre de 2021 | Denver           | Estados Unidos  | Mission Ballroom             | —                               | —           |
| 25 de septiembre de 2021 | Denver           | Estados Unidos  | Ball Arena                   | —                               | —           |
| 28 de septiembre de 2021 | West Hollywood   | Estados Unidos  | Troubadour                   | —                               | —           |
| 29 de septiembre de 2021 | Los Ángeles      | Estados Unidos  | Wiltern Theatre              | —                               | —           |
| 30 de septiembre de 2021 | Los Ángeles      | Estados Unidos  | Greek Theatre                | —                               | —           |
| 2 de octubre de 2021     | Inglewood        | Estados Unidos  | The Forum                    | —                               | —           |
| 12 de octubre de 2021    | Chicago          | Estados Unidos  | Bottom Lounge                | —                               | —           |
| 13 de octubre de 2021    | Chicago          | Estados Unidos  | House of Blues Chicago       | —                               | —           |
| 14 de octubre de 2021    | Chicago          | Estados Unidos  | Aragon Ballroom              | —                               | —           |
| 16 de octubre de 2021    | Chicago          | Estados Unidos  | United Center                | —                               | —           |
| 18 de octubre de 2021    | Boston           | Estados Unidos  | Paradise Rock Club           | —                               | —           |
| 19 de octubre de 2021    | Boston           | Estados Unidos  | House of Blues Boston        | —                               | —           |
| 20 de octubre de 2021    | Boston           | Estados Unidos  | Agganis Arena                | —                               | —           |
| 23 de octubre de 2021    | Boston           | Estados Unidos  | TD Garden                    | —                               | —           |
| 27 de octubre de 2021    | Columbus         | Estados Unidos  | Nationwide Arena             | —                               | —           |
| 29 de octubre de 2021    | Columbus         | Estados Unidos  | Nationwide Arena             | —                               | —           |
| 30 de octubre de 2021    | Columbus         | Estados Unidos  | Nationwide Arena             | —                               | —           |
| 2 de noviembre de 2021   | Atlanta          | Estados Unidos  | Center Stage Theater         | —                               | —           |
| 3 de noviembre de 2021   | Atlanta          | Estados Unidos  | Tabernacle                   | —                               | —           |
| 4 de noviembre de 2021   | Atlanta          | Estados Unidos  | Coca-Cola Roxy               | —                               | —           |
| 6 de noviembre de 2021   | Atlanta          | Estados Unidos  | State Farm Arena             | —                               | —           |
| 21 de noviembre de 2021  | Ciudad de México | México          | Autódromo Hermanos Rodríguez | —                               | —           |
| Europa                   |                  |                 |                              |                                 |             |
| 21 de junio de 2022      | Londres          | Inglaterra      | Camden Assembly              | —                               | —           |
| 22 de junio de 2022      | Londres          | Inglaterra      | O2 Shepherd's Bush Empire    | —                               | —           |
| 23 de junio de 2022      | Londres          | Inglaterra      | The SSE Arena, Wembley       | —                               | —           |
| 25 de junio de 2022      | Londres          | Inglaterra      | O2 Brixton Academy           | —                               | —           |
| 30 de junio de 2022      | Gdynia           | Polonia         | Open'er Festival             | —                               | —           |
| 2 de julio de 2022       | Werchter         | Bélgica         | Rock Werchter                | —                               | —           |
| 3 de julio de 2022       | Arras            | Francia         | Main Square Festival         | —                               | —           |
| 6 de julio de 2022       | Madrid           | España          | Mad Cool Festival            | —                               | —           |
| 8 de julio de 2022       | Lucca            | Italia          | Lucca Summer Festival        | —                               | —           |
| 13 de julio de 2022      | Ostrava          | República Checa | Colours of Ostrava           | —                               | —           |
| 15 de julio de 2022      | Bonțida          | Rumania         | Electric Castle              | —                               | —           |